# Rho1 Cephei
Rho1 Cephei (ρ1 Cephei, förkortat Rho1 Cep, ρ1 Cep), som är stjärnans Bayer-beteckning, är en dubbelstjärna i den norra delen av stjärnbilden Cepheus. Den har en skenbar magnitud på +5,84 och är svagt synlig för blotta ögat där ljusföroreningar ej förekommer. Baserat på parallaxmätningar i Hipparcos-uppdraget på 15,8 mas beräknas den befinna sig på ca 206 ljusårs (63 parsek) avstånd från solen. Stjärnan bildar ett optiskt par med den ljusare stjärnan Rho2 Cephei.

## Egenskaper
Primärstjärnan Rho1 Cerphei A är en gul till vit stjärna i huvudserien av spektralklass A2m och är noterad som en kemiskt ovanlig Am-stjärna. Den har en massa som är omkring dubbelt så stor som solens massa, en radie som är ca 2,3 gånger större än solens och utsänder ca 15 gånger mera energi än solen från dess fotosfär vid en effektiv temperatur på ca 7 650 K.
År 2014 hade stjärnorna i paret en vinkelseparation på 0,29 bågsekunder vid en positionsvinkel på 211,1°, vilket motsvarar en projicerad separation av 18,1 AE. Den mindre följeslagaren Rho1 Cerphei B kan vara källa till observerad röntgenstrålning från denna position, eftersom stjärnor, som liknar primärstjärnan, generellt inte genererar detekterbara nivåer av röntgenstrålning.